# Trachinidae

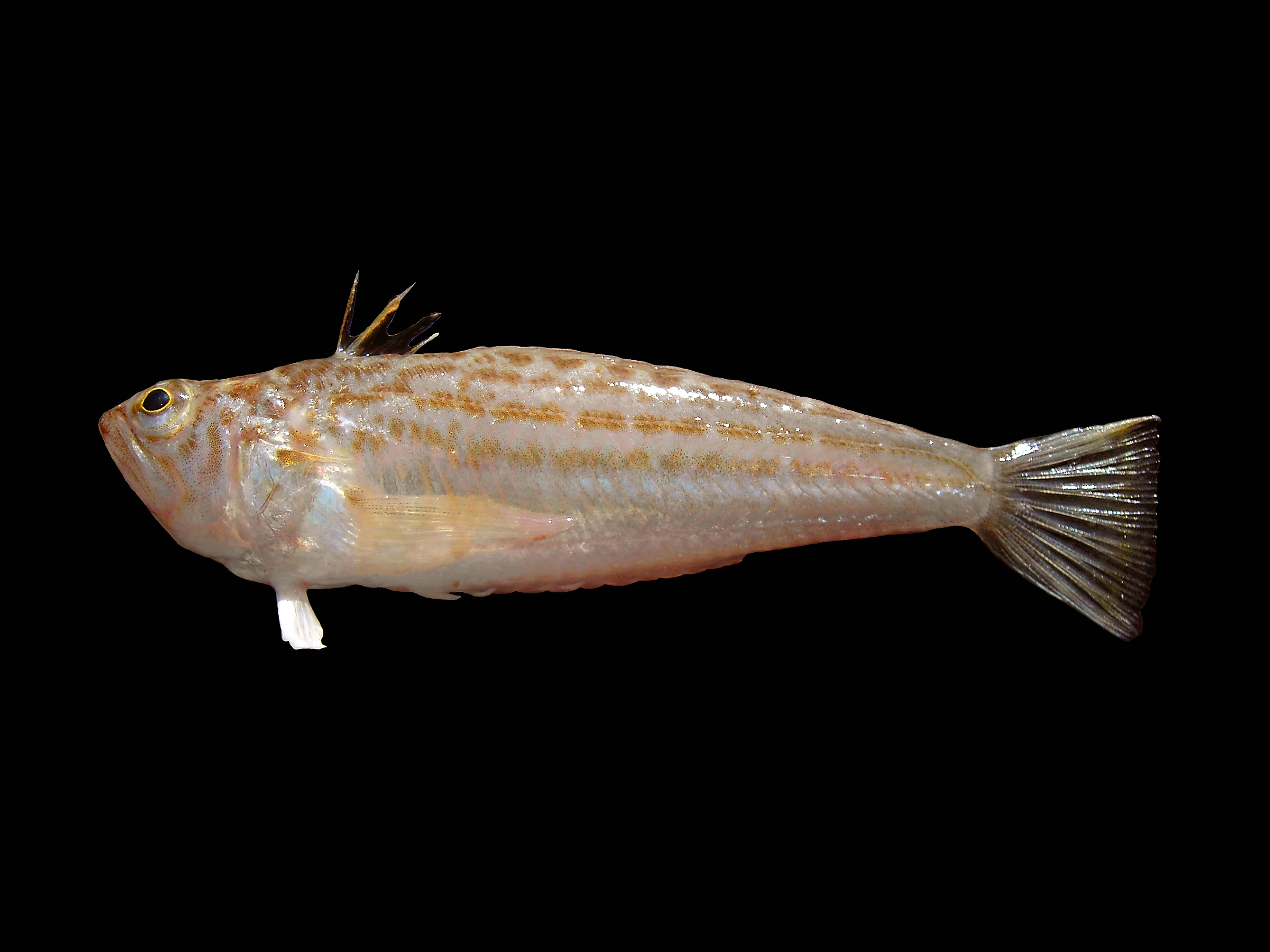
Echyichtes vipera

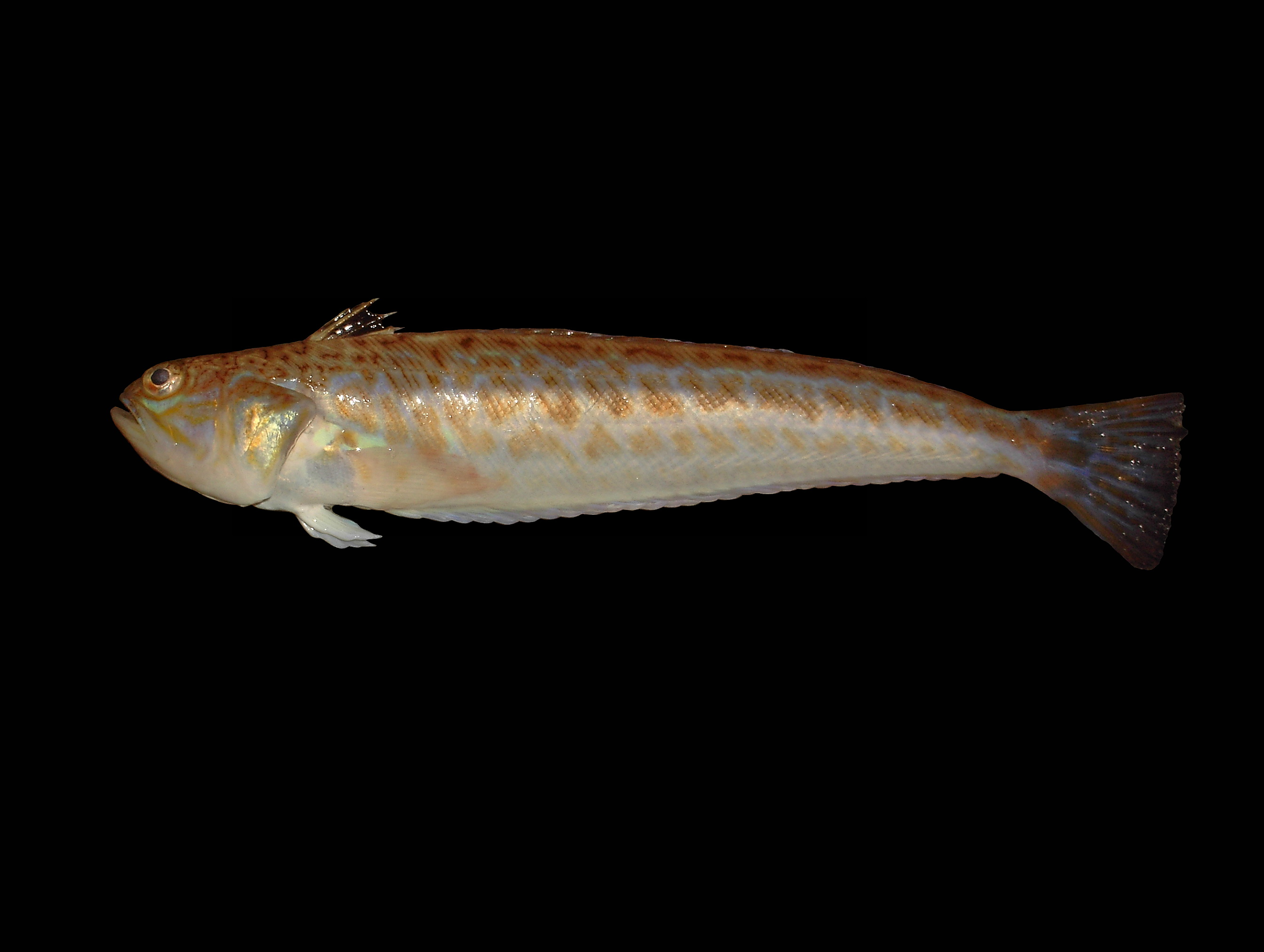
Trachinus draco

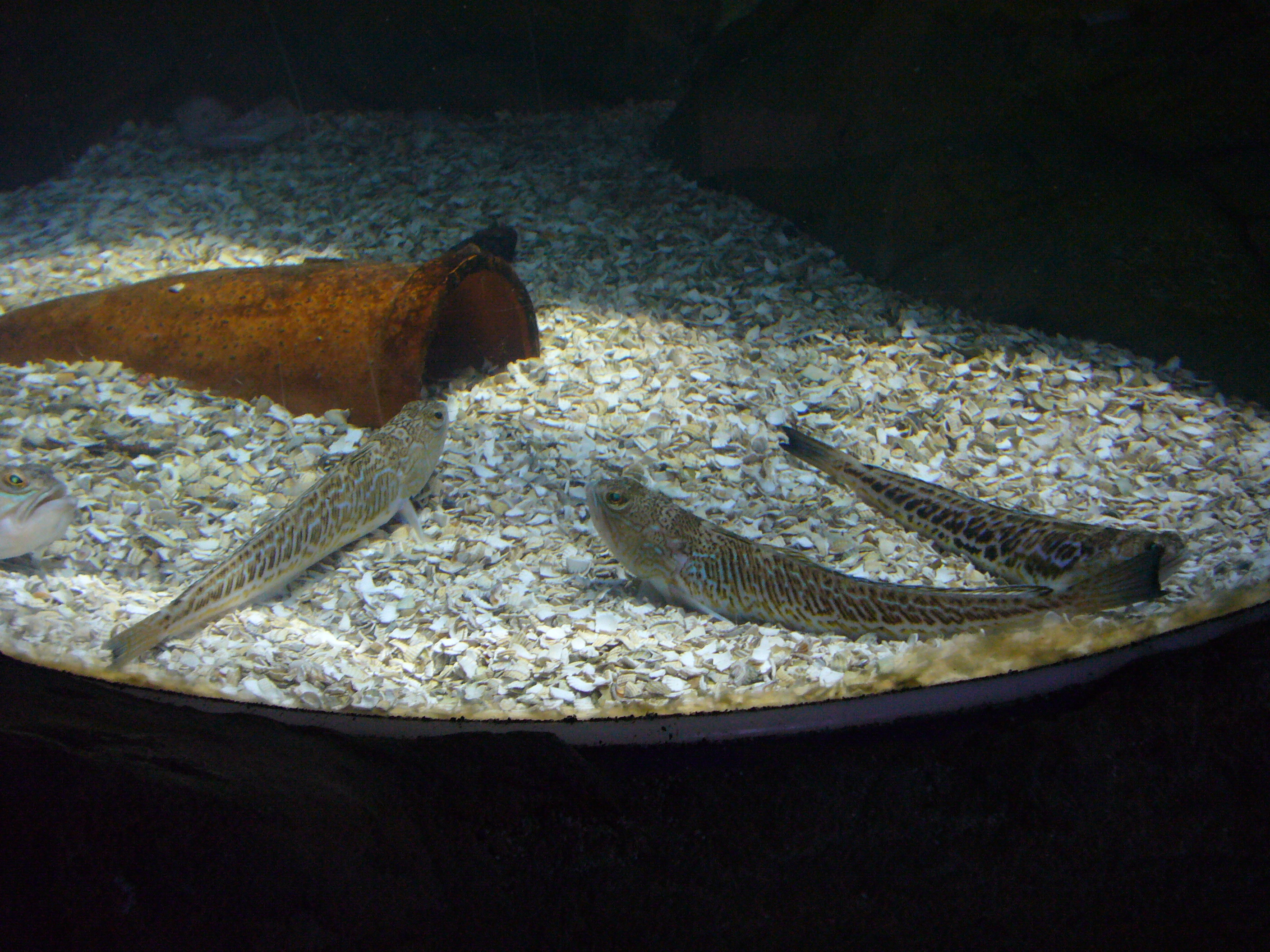
Trachinus draco

Los traquínidos (Trachinidae) son una familia de peces marinos adscrita al orden de los Perciformes. 
La distribución de los traquínidos comprende el este del océano Atlántico, el mar Mediterráneo y el mar Negro. Son peces bentónicos que viven de día enterrados en el fango, de donde sólo asoman los ojos.
Tienen el cuerpo alargado, con la segunda aleta dorsal y aleta anal muy largas. Las aletas pélvicas se sitúan por delante de las aletas pectorales. Fuertes espinas cubriendo las agallas y en la primera aleta dorsal, todas ellas con glándulas venenosas. El tamaño máximo registrado de Trachinus araneus es de 45 cm. No tienen vejiga natatoria, por lo que deben nadar activamente para desplazarse.
Cazan al acecho, esperan enterrados a que pasen cerca sus presas, generalmente gambas o pequeños peces, y saltan sobre ellas.

## Riesgo para la salud
Su pesca resulta peligrosa, pues el veneno de sus espinas es fuertemente tóxico incluso para el hombre. El hecho de enterrarse en la arena causa accidentes a personas que caminan sobre ella en aguas poco profundas, por lo que se debe tener precaución durante el verano y bañarse con sandalias en los sitios donde abunden.
El nombre común que reciben estas especies hace referencia a las picaduras dolorosas que suelen provocar, habiéndose descrito casos graves de picadura en Reino Unido, Irlanda, Francia y España.

### Síntomas
En caso de pinchonazo leve se siente picor doloroso, hinchazón con enrojecimiento, náuseas, vómitos, dolor de cabeza, calambres abdominales y aturdimiento.
Los casos graves son raros, con los siguientes síntomas: alteración del ritmo cardíaco, parálisis, dificultad para respirar, bajada de la presión sanguínea, degeneración del tejido afectado con gangrena, pudiendo llegar a la pérdida de consciencia y, en rarísimos casos, a la muerte.

### Tratamiento
Los picaduras en general no son peligrosas, y los síntomas suelen desaparecer en unas pocas horas incluso sin tratamiento, aunque a veces han permanecido durante meses.
El tratamiento consiste en sumergir la zona afectada en agua muy caliente, tanto como la persona sea capaz de soportar, lo que provoca la desnaturalización de la proteína venenosa. No es necesario acudir al médico.

## Géneros y especies
Existen nueve especies agrupadas en dos géneros:
- Género Echiichthys Bleeker, 1861:
  - Echiichthys vipera (Cuvier, 1829) - Salvariego

- Género Trachinus Linnaeus, 1758:
  - Trachinus araneus Cuvier, 1829 - Araña
  - Trachinus armatus Bleeker, 1861
  - Trachinus collignoni Roux, 1957
  - Trachinus cornutus Guichenot, 1848
  - Trachinus draco Linnaeus, 1758 - Escorpión
  - Trachinus lineolatus Fischer, 1885
  - Trachinus pellegrini Cadenat, 1937
  - Trachinus radiatus Cuvier, 1829 - Víbora